# Circulație rutieră
Circulația rutieră reprezintă deplasarea ordonată a participanților la trafic - vehicule (autoturisme, motociclete, camioane etc.), pietoni, bicicliști și alte mijloace de transport - pe drumurile publice, pe baza unui set de reguli și legi care au ca scop asigurarea siguranței tuturor participanților la trafic, precum și fluidizarea circulației.
Este esențială pentru funcționarea societăților moderne, permițând mișcarea eficientă a persoanelor și mărfurilor. Un sistem de circulație bine organizat contribuie la dezvoltarea economică, accesul la educație și servicii medicale, și la îmbunătățirea calității vieții.
Regulile de circulație rutieră variază de la o țară la alta, dar majoritatea urmăresc principii universale precum prioritatea de dreapta, limitele de viteză, utilizarea semnalelor de schimbare a direcției și respectarea semafoarelor. Legislația rutieră poate include, de asemenea, prevederi privind starea tehnică a vehiculelor, alcoolemia maxim admisă și folosirea dispozitivelor mobile în timpul conducerii.

## Regulile standard de circulație în Uniunea Europeană
Țările care sunt membre UE pot avea reguli standard, de exemplu:
- obligația purtării centurii de siguranță
- transportul copiilor utilizând un scaun special
- utilizarea unui dispozitiv de tip hands-free in cazul conducătorilor auto